# 개군초등학교
개군초등학교는 대한민국 경기도 양평군 개군면 하자포리에 있는 공립 초등학교이다.

## 학교 연혁
- 1929년 5월 3일 개군공립보통학교 설립인가
- 1938년 4월 1일 교명 변경[1] (개군공립심상소학교)
- 1941년 4월 1일 교명 변경[2] (개군공립국민학교)
- 1963년 1월 1일 양평군 편입
- 1981년 3월 2일 병설유치원 인가
- 1996년 3월 1일 석장국민학교 통폐합
- 1996년 3월 1일 개군초등학교로 개칭[3]
- 2018년 1월 3일 병설유치원 제37회 졸업식(총1,090명)
- 2018년 1월 9일 제87회 졸업식(총 5,758명)
- 2018년 3월 1일 제24대 박정 교장 부임
- 2018년 3월 1일 7학급 편성(특수학급 1학급 포함)

## 참고 자료
- 개군초등학교 - 한국교육학술정보원 학교알리미